# Chaetocalyx latisiliqua
Chaetocalyx latisiliqua är en ärtväxtart som beskrevs av George Bentham. Chaetocalyx latisiliqua ingår i släktet Chaetocalyx och familjen ärtväxter. Inga underarter finns listade i Catalogue of Life.